# نيكولاس كاي
نيكولاس كاي (بالإنجليزية: Nicholas Kay)‏ هو دبلوماسي بريطاني، ولد في 8 مارس 1958 في لنكولنشاير في المملكة المتحدة.